# USS Meredith (DD-434)
Lo USS Meredith (hull classification symbol DD-434) fu un cacciatorpediniere della United States Navy, entrato in servizio nel marzo 1941 come parte della classe Gleaves.
Attivo durante la seconda guerra mondiale, il cacciatorpediniere operò inizialmente in oceano Atlantico prima di trasferirsi nel Pacifico per prendere parte alle operazioni belliche contro l'Impero giapponese. Dopo aver partecipato all'incursione aerea su Tokyo dell'aprile 1942, dal settembre seguente la nave prese parte agli scontri della campagna di Guadalcanal nel Pacifico sud-occidentale; il 15 ottobre 1942, mentre scortava un convoglio nelle acque a meridione delle Isole Salomone, il Meredith fu affondato in un attacco di velivoli giapponesi.

## Storia

### Entrata in servizio e prime operazioni
Impostata il 1º giugno 1939 nei cantieri dell'arsenale navale di Boston in Massachusetts (Boston Navy Yard), la nave venne varata il 24 aprile 1940 con il nome di Meredith in onore di Jonathan Meredith, un sergente dello United States Marine Corps caduto in combattimento durante la prima guerra barbaresca di inizio XIX secolo; madrina del varo fu Ethel Dixon Meredith, una discendente di Jonathan Meredith. La nave entrò quindi ufficialmente in servizio il 1º marzo 1941 e, dopo una crociera inaugurale nelle acque di Cuba, fu assegnata in forza alla Destroyer Division 22 svolgendo missioni di pattugliamento e addestramento lungo le coste sud-orientali degli Stati Uniti. Il 28 settembre 1941 il Meredith fu distaccato a Hvalfjörður in Islanda, occupata dalle forze statunitensi nel luglio precedente per prevenire un'invasione tedesca, pattugliando le acque dell'isola e dello Stretto di Danimarca; il 17 ottobre il cacciatorpediniere prestò soccorso ai naufraghi del mercantile britannico Empire Wave, silurato e affondato in Atlantico da un U-Boot tedesco.
Dopo l'attacco di Pearl Harbor e l'entrata in guerra degli Stati Uniti, il Meredith continuò a pattugliare le acque attorno all'Islanda in funzione di contrasto agli attacchi dei sommergibili tedeschi, per poi rientrare a Boston il 31 gennaio 1942 di scorta a un convoglio di mercantili. Il 18 febbraio il cacciatorpediniere si trasferì a Norfolk dove si unì alla Task Force 18 incentrata sulla portaerei USS Hornet, che il 4 marzo salpò dirigendo su San Diego via canale di Panama; dopo una sosta a San Francisco la TF 18 salpò il 2 aprile per intraprendere la prima incursione aerea su Tokyo, con la Hornet caricata di sedici bombardieri a lungo raggio North American B-25 Mitchell. Il Meredith fornì scorta alla Hornet durante l'incursione, e dopo che i bombardieri ebbero decollato alla volta di Tokyo il 18 aprile l'intera TF 18 invertì la rotta e rientrò a Pearl Harbor nelle Hawaii il 25 aprile.
Tre il 13 maggio e il 21 giugno 1942 il Meredith operò sulle rotte di collegamento tra le Hawaii e la Nuova Caledonia scortando convogli di rifornimento statunitensi, per poi lasciare Pearl Harbor il 15 agosto e raggiungere la base di Pago Pago nelle Samoa Americane il 30 agosto; da qui il cacciatorpediniere fu assegnato alle operazioni della campagna di Guadalcanal da poco iniziata, scortando il 30 settembre a Guadalcanal un convoglio di truppe prima di dirigersi a pattugliare le acque delle Nuove Ebridi.

### L'affondamento
Il 12 ottobre il Meredith lasciò Espiritu Santo per scortare un convoglio di rifornimento diretto a Guadalcanal. Il 15 ottobre il convoglio finì sotto l'attacco di una forza aerea giapponese, composta da 35 bombardieri in picchiata e aerosiluranti decollati dalla portaerei Zuikaku. Il Meredith prese a bordo l'equipaggio del dragamine USS Vireo, abbandonato alla deriva perché troppo lento, e tentò di allontanarsi; il cacciatorpediniere riversò un pesante fuoco antiaereo contro gli attaccanti abbattendo tre velivoli giapponesi, ma incassò in rapida successione diversi colpi che ne provocarono infine un rapido affondamento nella posizione 11° 53' S, 163° 20' E non lontano da San Cristobal nelle Isole Salomone. Tra l'equipaggio del cacciatorpediniere si contarono 182 morti (tra cui il comandante, capitano di corvetta Harry Enson Hubbard), mentre i superstiti (63 o 78) furono soccorsi dai cacciatorpediniere USS Grayson e USS Gwin e dal rimorchiatore Seminole dopo tre giorni passati alla deriva in mare.